# Krasnołąka (powiat bartoszycki)
Krasnołąka (niem. Schönwiese) – wieś w Polsce położona w województwie warmińsko-mazurskim, w powiecie bartoszyckim, w gminie Górowo Iławeckie. W latach 1975–1998 miejscowość należała administracyjnie do województwa olsztyńskiego.

## Historia
Wieś, pod nazwą Sermelauken, lokowana w 1362 r. na 44 włókach, jako wieś szlachecka (rycerska, służebna).
Szkoła we wsi powstała już w połowie XVIII w. W 1889 r. majątek dworski obejmował 238 ha i należał do Uniwersytety Królewieckiego. W 1935 r. szkoła w Krasnołace zatrudniała dwóch nauczycieli a uczyło się w niej 79 dzieci. W 1939 r. we wsi mieszkało 537 osób.
W 1946 r. wznowiono działalność szkoły, a jej pierwszą kierowniczką była Weronika Zubowicz. Szkołę w Krasnołące zlikwidowano w 1974 r. W 1978 r. we wsi było 30 indywidualnych gospodarstw rolnych, obejmujących łącznie 269 ha. W tym czasie we wsi był klub, punkt biblioteczny, sala kinowa na 100 osób, boisko sportowe. W 1983 r. we wsi było 31 domów i 135 mieszkańców.